# 鹿児島女子短期大学
鹿児島女子短期大学（かごしまじょしたんきだいがく、英語: Kagoshima Women's Junior College）は、鹿児島県鹿児島市に本部を置く日本の私立短期大学。1960年幼稚園教員養成所として創立、1965年短期大学設置。短大の略称は鹿女短。

## 概観

### 大学全体
- 鹿児島女子短期大学とは、鹿児島県鹿児島市内にある日本の私立短期大学。学校法人実践学園（現・志學館学園）により1965年に設置された。2学科5専攻と1学科からなる。
- 2009年には鹿児島中央駅近くの高麗町（旧鹿児島学芸高等学校跡地、MBC南日本放送向かい）に新キャンパスを建設し移転した。結果、利便性が向上し、入学者の増加につながった。
- 建学の精神：志學館学園は、「時代に即応した堅実にして有為な人間の育成」を建学の精神とし、時代の変遷と社会の要請に基づいて、その規模と内容を拡大充実してきた。 短期大学は、その中で高等教育機関として開学したもの。

### 教育および研究
- 鹿児島女子短期大学の食物栄養専攻では、「くらしとお茶」と称した本短大独自の科目があり、この科目を修得すれば日本茶アドバイザーの受験資格が得られる。
- 児童教育学科では短大附属幼稚園での教育実習が取り入れられている。
- 小学校教員免許状を取得することのできる、数少ない短期大学の一つである。

### 学風および特色
- 鹿児島女子短期大学には、演習科目として「伝統芸能」があり、奄美の「島唄」を題材に、鹿児島の伝統に対する関心を深めるための科目がある。
- おはら節やハンヤ節などの実際に踊るという体験学習もある。

### イメージキャラクター
- フクロウの『シオンちゃん』。名前の由来は、学園祭などに使われている『紫苑』から。

## 沿革
- 1960年 幼稚園教員養成所を創設する。
- 1965年 学校法人実践学園により鹿児島女子短期大学を設置。保育科を置く[1]。
- 1966年 家政科を増設[2]。
- 1967年 教養科を増設[3]。
- 1968年 家政科を専攻分離。
  - 家政専攻
  - 食物栄養
- 保育科を児童教育科に改称。
- 1971年 児童教育科を専攻分離。
  - 初等教育学専攻
  - 幼児教育学専攻
- 学科を改名。
  - 教養科→教養学科
  - 家政科→家政学科
  - 児童教育科→児童教育学科
- 1975年 家政学科に被服学専攻を設置
- 1988年 専攻科児童教育専攻、家政専攻、食物栄養専攻、教養専攻を設置。
- 1989年 家政学科→生活科学科、家政専攻→生活科学専攻（従来の被服学専攻を編入）に改称。
- 1999年 運営主体を学校法人志學館学園に変更、生活科学科に生活福祉専攻を増設。
- 2009年 鹿児島市高麗町に新キャンパスを建設移転

## 基礎データ

### 所在地
- 鹿児島県鹿児島市高麗町6-9

### 交通アクセス
- JR又は鹿児島市電・市バス鹿児島中央駅下車、徒歩10分。
- 鹿児島市電・市バス新屋敷下車、徒歩5分。

### 象徴
- 鹿児島女子短期大学のイメージキャラクターは「シオンちゃん」であり、フクロウをデザインしたものとなっている。

## 教育および研究

### 組織

#### 学科
- 生活科学科
  - 生活科学専攻：募集は2018年度まで
  - 食物栄養学専攻
  - 生活福祉専攻
- 児童教育学科
  - 小・幼・保コース
  - 幼・保コース
- 教養学科

##### 学科の変遷
- 生活科学科
  - 家政学専攻→生活科学専攻
  - 食物栄養学専攻
  - 被服専攻：募集は1988年度まで。生活科学専攻への統合により廃止
  - 生活福祉専攻(令和8年度より募集停止）
- 児童教育学科
  - 初等教育学専攻・幼児教育学専攻を廃止し，児童教育学科に一本化：2010年度
  - 小・幼コース、小・保コースを小・幼・保コース、幼・保コースに改組：2015年度
- 教養学科

#### 専攻科

##### 取得資格について
資格
- 児童教育学科
  - 小・幼・保コース
    - 小学校教諭二種免許状
    - 司書教諭資格
    - 幼稚園教諭二種免許状
    - 保育士証
    - ピアヘルパー受験資格
    - 社会福祉主事任用資格
    - 日本茶アドバイザー資格認定証

  - 幼・保コース
    - 幼稚園教諭二種免許状
    - 保育士証
    - ピアヘルパー受験資格
    - 社会福祉主事任用資格
    - 日本茶アドバイザー資格認定証
- 生活科学科
  - 生活科学専攻
    - 医療秘書実務士認定証
    - 第一種衛生管理者免許証（国家資格）
    - ピアヘルパー受験資格
    - 社会福祉主事任用資格
    - 日本茶アドバイザー資格認定証

  - 食物栄養学専攻
    - 栄養士免許証
    - 日本茶アドバイザー資格認定証
    - フードスペシャリスト受験資格
    - 専門フードスペシャリスト（食品開発）受験資格
    - 専門フードスペシャリスト（食品流通・サービス）受験資格
    - ピアヘルパー受験資格
    - 社会福祉主事任用資格
- 教養学科
  - ビジネス実務士
  - 上級ビジネス実務士
  - 上級ビジネス実務士（サービス実務）
  - 秘書士
  - 上級秘書士
  - 上級秘書士（メディカル秘書）
  - 情報処理士
  - 上級情報処理士
  - ウェブデザイン実務士
  - 司書資格
  - ピアヘルパー受験資格
  - 社会福祉主事任用資格
  - 日本茶アドバイザー資格認定証

教職課程
- 小学校教諭二種免許状・司書教諭資格：児童教育学科小・幼・保コースにて設置されている。
- 幼稚園教諭二種免許状
  - 児童教育学科
    - 初等教育学専攻
    - 幼児教育学専攻
- 養護教諭二種免許状
  - 生活科学科
    - 生活科学専攻（旧・家政専攻）
- 栄養教諭二種免許状：生活科学科食物栄養学専攻
- かつては中学校教諭二種免許状の教職課程もあった。
  - （社会）・（国語）：1998年度入学生まで。2000年3月31日廃止
    - 教養学科

  - 家庭：1998年度入学生まで生活科学科生活科学専攻にて設置されていた。2000年3月31日廃止
  - 保健：2009年度入学生より、生活科学科生活科学専攻に設置された。

#### 附属機関
- 鹿児島女子短期大学附属博物館：開学以来の歴史資料や教育機器などのほか、椋鳩十に関する資料もある。
- 南九州地域科学研究所：南九州における人文・社会・自然諸科学に関する調査研究を促進する。

### 教育
- 現代的教育ニーズ取組支援プログラム
  - 「WE LOVE プロジェクト」において2005年に採択されている。
- 社会人の学び直しニーズ対応教育推進プログラム
  - 『「介護福祉士の専門性を高めるための「心理的支援の実践力養成プログラム」」において2008年度に採択されている。

## 学生生活

### 部活動・クラブ活動・サークル活動
- 鹿児島女子短期大学のクラブ活動
  - 体育系：バレーボール・ダンス・幼児体操ほか
  - 文化系：児童文化・美術・手話・合唱・吹奏楽・アニメ研究ほか

### 学園祭
- 鹿児島女子短期大学の学園祭は「紫苑祭」と呼ばれる。

## 大学関係者と組織

### 大学関係者一覧

#### 大学関係者
- 椋鳩十 - 児童文学作家、1967年本短大の教授に就任
- たかしよいち - 児童文学作家
- 下野敏見 - 民俗学者
- 村山英雄 - 教育学者
- 竹中正巳 - 考古学者
- 井上周一郎 - 彫刻家
- 池田哲之-教育学者

#### 出身者
- 宮脇理恵子 - タレント、女優
- 秋篠佳子 - 女優
- 川畑さおり - 民謡歌手

## 施設

### キャンパス
- 図書館：所蔵資料数はおよそ165,000冊。
- 体育館
- 博物館
- 南九州地域科学研究所
- 地域連携センター
- 学生支援センター
- 学生食堂
- ATM（鹿児島銀行）ほか

### 寮
- 芙蓉寮（キャンパスから徒歩7分）
- カレッジマンション（キャンパスから徒歩圏内、マンション等の住戸を複数の個室に分け利用）

## 卒業後の進路について

### 就職について
- 生活科学科
  - 家政学専攻&生活科学専攻：小学校養護教諭ほか日本興亜損害保険・山形屋・楽天KCなどの一般企業への就職者もみられる。
  - 食物栄養学専攻：資格を活かした職としてはシダックス・日清医療食品・栄食メディックス・九州医療食・康正産業などの一般企業や学校給食ほか多岐にわたっている。
  - 生活福祉専攻：介護職に就く人が多い。
- 児童教育学科
  - 小・幼・保コース：小学校教諭・幼稚園教諭ほか、三越・南国交通・鹿児島銀行・南日本銀行など一般企業への就職者もいる。
  - 幼・保コース：保育所や幼稚園教員など幼児関連が多い。養護施設などへの就職者もいる。
- 教養学科：鹿児島相互信用金庫・富士火災海上保険・花王・京セラ・九州旅客鉄道などの一般企業ほか小学校の事務・司書補などもある。

### 編入学・進学実績
- 系列の志學館大学や鹿児島女子短期大学専攻科以外では、鹿児島大学・大阪教育大学・山口県立大学・鹿児島国際大学などがある。

## 対外関係

### 他大学との協定
- 放送大学[4]

### 社会との関わり
- 「おはら祭」に参加している。

## 附属学校
- 鹿児島女子短期大学附属なでしこ幼稚園
- 鹿児島女子短期大学附属かもめ幼稚園
- 鹿児島女子短期大学附属すみれ幼稚園

## 系列校
- 志學館大学・大学院
- 志學館中等部・高等部
- なでしこ保育園